# Йозеф Франц Хиронимус фон Колоредо-Мансфелд
Йозеф Франц Хиронимус фон Колоредо-Мансфелд (на немски: Joseph Franz Hieronymus 5.Fürst von Colloredo-Mannsfeld; * 26 февруари 1813, Виена; † 22 април 1895, Виена) e 5. княз на Колоредо-Мансфелд, австрийски държавник, от 1873 г. рицар на Ордена на Златното руно.

## Живот
Той е син на граф Фердинанд фон Колоредо-Мансфелд (1777 – 1848) и Мария Маргарета фон Циглер (1779 – 1840), дъщеря на Лудвиг Антон Циглер и Юдит Рор. Внук е на княз Франц де Паула Гундакар фон Колоредо-Мансфелд (1731 – 1807), дипломат, последният имперски вицеканцлер.
Йозеф Франц започва военна кариера, влиза във войската и става майор. През 1852 г. той наследява от братовчед му Франц де Паула Гундакар II фон Колоредо-Мансфелд княжеската титла и значими господства.
През 1857 г. той става кемерер, 1859 г. президент на Държавна комисия, 1860 г. член на имперския съвет и 1861 г. на „Херенхауз“а. От 1861 до 1867 г. е маршал на народното събрание на Долна Австрия. От 1867 г. е член на народното събрание на Бохемия и 1868 – 1869 г. президент на „Херенхауза“.

## Фамилия
Йозеф Франц се жени на 27 май 1841 г. във Виена за Терезия Едле фон Лебцелтерн (* 27 април 1818, Виена; † 19 януари 1900, Виена), дъщеря на рицар Карл Алфред Едлер фон Лебцелтерн (1784 – 1870) и Мария Магдалена фон Окел (1787 – 1830). Те имат четири деца:
- Хиронимус Фердинанд Рудолф фон Мансфелд (* 20 юли 1842, Пшемишъл; † 29 юли 1881, Бланкенберге, Белгия), граф, женен на 29 април 1865 г. в Прага за графиня Аглая Фестетикс фон Толна (* 2 февруари 1840; † 1 юни 1897); имат 5 деца
- Каролина Вилхелмина фон Колоредо-Мансфелд (* 24 февруари 1844, Виена; † 27 септември 1916, Мюлбах), омъжена на 25 ноември 1872 г. във Виена за граф Йозеф Франц фон Гуденус (* 31 юли 1841, Мюлбах; † 17 август 1919, Мюлбах)
- Ида Магдалена София фон Колоредо-Мансфелд (* 23 август 1845, Виена; † 5 април 1914, Опатия), палат-дама, омъжена на 21 август 1877 г. във Виена за граф Леополд фон Гуденус (* 15 септември 1843, Мюлбах; † 1 октомври 1913, Улрихскирхен), брат на зет ѝ граф Йозеф Франц фон Гуденус (1841 – 1919)
- Франц де Паула Фердинанд Гундакар фон Колоредо-Мансфелд (* 1 август 1847, Виена; † 22 октомври 1925, Зирндорф при Щокерау), граф, женен I. на 23 януари 1874 г. в Прага за фрайин Мария Фелиция фон Ерентал (* 26 май 1850, Доксани; † 5 май 1881, Волоска до Фюме), II. на 6 септември 1884 г. в Бохемия за нейната сестра фрайин Елизабет Йохана Лекса фон Ерентал (* 2 март 1858, Прага; † 29 юли 1890, Зирндорф); има общо седем деца